# Plantago floccosa
Plantago floccosa är en grobladsväxtart som beskrevs av Joseph Decaisne. Plantago floccosa ingår i släktet kämpar, och familjen grobladsväxter. Inga underarter finns listade i Catalogue of Life.